# Molophilus (Molophilus) flavidellus
Molophilus (Molophilus) flavidellus is een tweevleugelige uit de familie steltmuggen (Limoniidae). De soort komt voor in het Australaziatisch gebied.